# RTS,S
RTS,S/AS01 (الاسم التجاري موسكوريكس Mosquirix) هو لقاح الملاريا،في أكتوبر 2021 تمت المصادقة على اللقاح من قبل منظمة الصحة العالمية (WHO) من أجل «الاستخدام الواسع» على الأطفال، مما يجعله أول لقاح مرشح للملاريا، وأول لقاح لمعالجة العدوى الطفيلية يتلقى هذه التوصية.